# Kreishauptmannschaft Bautzen
Die Kreishauptmannschaft Bautzen (obersorbisch Wokrjesne hejtmanstwo Budyšin) war eine Verwaltungseinheit in Sachsen. Sie umfasste das nach 1815 beim Königreich Sachsen verbliebene Gebiet der Oberlausitz und existierte von 1835 bis 1932.

## Geschichte

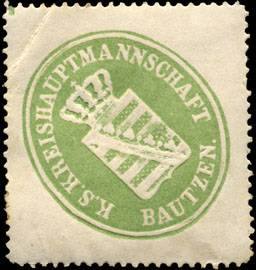
Siegelmarke Königlich Sächsische Kreishauptmannschaft Bautzen W0220054

Am 1. Mai 1835 wurden im Königreich Sachsen zum ersten Mal Provinzialbehörden installiert, die mit den preußischen Regierungsbezirken vergleichbar waren. Es entstanden die Kreisdirektionen Dresden, Leipzig, Zwickau und Bautzen, letztere ist als verwaltungstechnischer Nachfolger des Markgrafentums Oberlausitz (ohne die 1815 an Preußen abgetretenen Gebiete) anzusehen. Durch die sächsische Verwaltungsreform von 1873 wurden die vier Kreisdirektionen in „Kreishauptmannschaften“ überführt. Im Jahr 1900 entstand zusätzlich noch die Kreishauptmannschaft Chemnitz.
Aufgrund der Weltwirtschaftskrise wurde zum 1. Juli 1932 im Zeichen von Sparmaßnahmen die kleinste sächsische Kreishauptmannschaft Bautzen mit der Kreishauptmannschaft Dresden zur Kreishauptmannschaft Dresden-Bautzen zusammengelegt. Diese wurde 1939 in Regierungsbezirk Dresden-Bautzen umbenannt, bestand aber in dieser Form nur bis 1943. Nach 1945 gab es Planungen zur erneuten Errichtung von Regierungsbezirken (Dresden, Chemnitz, Leipzig, Zwickau und erneut Bautzen), die aber zugunsten der Verwaltungsneugliederung in der DDR fallengelassen wurden.
Obwohl Bautzen im 19. Jahrhundert eine Kleinstadt war, wurde sie verwaltungsfunktional mit den bedeutenden Großstädten Leipzig und Dresden gleichgestellt und gehörte somit zu den vier, später fünf zentralen Orten von Sachsen. Diese herausgehobene Stellung lässt sich mit der besonderen Geschichte der Oberlausitz und des Oberlausitzer Sechsstädtebunds erklären, deren „Hauptstadt“ Bautzen über Jahrhunderte war. Der Kreishauptmann von Bautzen stand also in gewisser Tradition der Landvögte der Oberlausitz.
Bautzen war mit seinem Dom auch Sitz der Apostolischen Präfektur Meißen. Nach ihrer Lage bzw. ihrem Sitz wurde die Präfektur auch Apostolische Präfektur der Lausitzen oder Apostolische Präfektur Bautzen genannt. Der Heilige Stuhl hatte das lausitzische Diözesangebiet des Bistums Meißen 1567 verselbständigt, wobei eine Apostolische Präfektur kirchenrechtlich ein Bistum auf Probe darstellt. Dagegen wurde das Bistum Meißen mit Sitz in Meißen 1581 in seinem kursächsischen Kerngebiet aufgehoben. Im lausitzischen Diözesangebiet Meißens hatte der dortige königlich-böhmische Landesherr Katholiken und Kirche nicht bedrängt. Als die Lausitzen 1635 ans lutherische Kursachsen fielen, sicherte dieses im Übergabevertrag (Traditionsrezess) zu, die religiösen Verhältnisse nicht zu ändern.
Am 24. Juni 1921 erhob Benedikt XV. die Präfektur Meißen zum neuen Bistum Meißen, wobei Bautzen als Sitz der vormaligen Präfektur nun Bischofsstadt wurde. Das in Dresden ansässige Apostolische Vikariat in den Sächsischen Erblanden wurde gleichzeitig aufgehoben und sein Gebiet dem Bischof in Bautzen zugeordnet.
Der Verlust der zentralen Verwaltungsposition der Stadt wurde in gewissem Maße durch die Verlagerung anderer überregionaler Funktionen nach Bautzen kompensiert. So entstand im Jahr 1933 nach der Auflösung der Kreishauptmannschaft in Bautzen unter anderem das erste staatliche Regionalarchiv in Sachsen (heute Staatsfilialarchiv Bautzen). Bautzen blieb Bischofsstadt, bis Bischof Gerhard Schaffran den Sitz am 25. März 1980 nach Dresden verlegte, was sich auch im neuen Namen Bistum Dresden-Meißen widerspiegelt. Heute ist die Ortenburg Sitz des Sächsischen Oberverwaltungsgerichts.

## Kreishauptmann

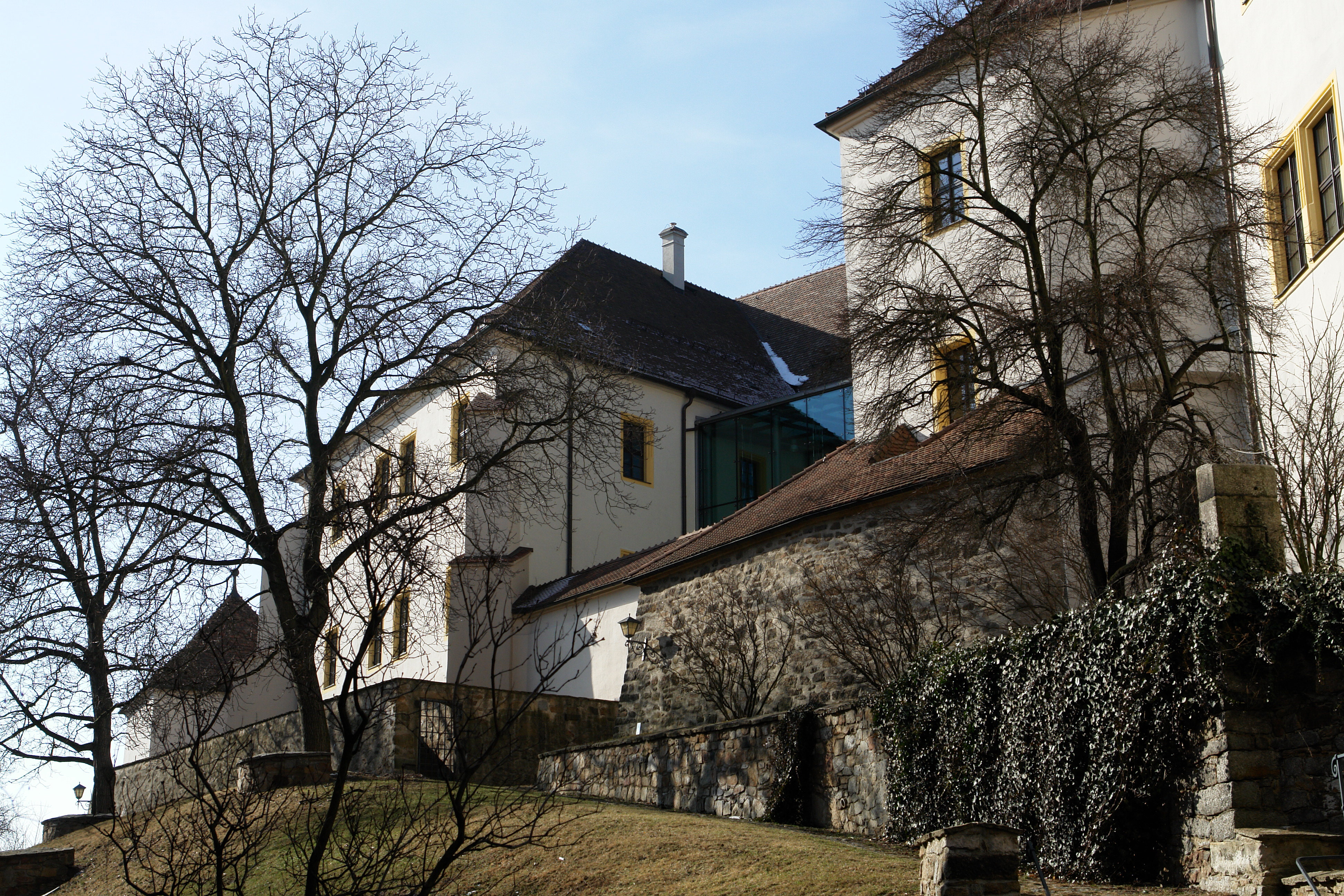
Auf der Ortenburg saß der Kreishauptmann.

- 1872–1883: Woldemar von Beust (1818–1898)
- 1883–1895: Hermann von Salza und Lichtenau (1829–1915)
- 1895–1898: Hans Alexander von Bosse (1835–1898)
- 1898–1906: Richard von Schlieben (1848–1908)
- 1906–1919: Georg von Craushaar (1851–1936)
- 1919–1924: Karl Néale von Nostitz-Wallwitz (1863–1939)
- 1924–1929: Friedrich Wilhelm Richter (1878–1946)
- 1929–1932: Karl Waentig (1878–1957)

## Gliederung
Zur Kreishauptmannschaft Bautzen gehörten die Amtshauptmannschaften Bautzen, Kamenz, Löbau und Zittau. Am 1. Dezember 1910 sah die Statistik wie folgt aus:
| Verwaltungseinheit          | Kommunen | Fläche in km² | Einwohner | zur Gemeindeauflistung                                      |
| --------------------------- | -------- | ------------- | --------- | ----------------------------------------------------------- |
| Amtshauptmannschaft Bautzen | 256      | 826,49        | 136.600   | siehe: Gemeindeverzeichnis Amtshauptmannschaft Bautzen 1910 |
| Amtshauptmannschaft Kamenz  | 119      | 695,94        | 076.070   | siehe: Gemeindeverzeichnis Amtshauptmannschaft Kamenz 1910  |
| Amtshauptmannschaft Löbau   | 093      | 523,09        | 107.580   | siehe: Gemeindeverzeichnis Amtshauptmannschaft Löbau 1910   |
| Amtshauptmannschaft Zittau  | 062      | 424,21        | 123.299   | siehe: Gemeindeverzeichnis Amtshauptmannschaft Zittau 1910  |
| KREISHAUPTMANNSCHAFT        | 530      | 2.469,730.    | 443.549   |                                                             |

| Platz              | Kommune              | Amtshauptmannschaft | Einwohnerzahl | Platz | selbständiger Gutsbezirk             | Amtshauptmannschaft | Einwohnerzahl |
| ------------------ | -------------------- | ------------------- | ------------- | ----- | ------------------------------------ | ------------------- | ------------- |
| 01                 | Zittau               | Zittau              | 37.084        | 01    | Kloster Sankt Marienstern            | Kamenz              | 159           |
| 02                 | Bautzen              | Bautzen             | 32.754        | 02    | Gutsbezirk Kloster Sankt Marienthal  | Zittau              | 156           |
| 03                 | Neugersdorf          | Löbau               | 11.595        | 03    | Rittergut Berthelsdorf bei Herrnhut  | Löbau               | 130           |
| 04                 | Kamenz               | Kamenz              | 11.533        | 04    | Rittergut Drehsa                     | Bautzen             | 121           |
| 05                 | Löbau                | Löbau               | 11.261        | 05    | Rittergut Neschwitz                  | Bautzen             | 099           |
| 06                 | Ebersbach            | Löbau               | 09.585        | 06    | Rittergut Schmölln                   | Bautzen             | 095           |
| 07                 | Seifhennersdorf      | Zittau              | 08.116        | 07    | Rittergut Baruth                     | Bautzen             | 094           |
| 08                 | Bischofswerda        | Bautzen             | 08.048        | 08    | Rittergut Mittelsohland am Rothstein | Löbau               | 093           |
| 09                 | Großröhrsdorf        | Kamenz              | 08.012        | 09    | Rittergut Kleinbautzen               | Bautzen             | 085           |
| 10                 | Großschönau          | Zittau              | 07.806        | 10    | Schloß Reibersdorf*                  | Zittau              | 081           |
| 11                 | Reichenau*           | Zittau              | 07.386        |       |                                      |                     |               |
| 12                 | Olbersdorf           | Zittau              | 05.463        |       |                                      |                     |               |
| 13                 | Sohland an der Spree | Bautzen             | 05.335        |       |                                      |                     |               |
| 14                 | Eibau                | Löbau               | 05.244        |       |                                      |                     |               |
| 15                 | Pulsnitz             | Kamenz              | 04.111        |       |                                      |                     |               |
| Summe:             | Summe:               | Summe:              | 173.3330      |       |                                      |                     |               |
| (*) heute zu Polen |                      |                     |               |       |                                      |                     |               |

Die beiden Städte Bautzen und Zittau wurden erst 1922 als eigenständige Stadtkreise aus den jeweiligen Amtshauptmannschaften ausgegliedert.

## Einwohnerentwicklung
| Jahr | Einwohner |
| ---- | --------- |
| 1834 | 257.444   |
| 1837 | 262.913   |
| 1840 | 270.515   |
| 1843 | 276.548   |
| 1846 | 286.171   |
| 1849 | 290.589   |
| 1852 | 295.947   |
| 1855 | 294.851   |

| Jahr | Einwohner |
| ---- | --------- |
| 1858 | 301.153   |
| 1861 | 308.488   |
| 1864 | 316.886   |
| 1867 | 322.909   |
| 1870 | 328.312   |
| 1875 | 339.203   |
| 1878 | 345.400   |
| 1881 | 350.131   |

| Jahr | Einwohner |
| ---- | --------- |
| 1886 | 359.352   |
| 1890 | 370.739   |
| 1894 | 382.168   |
| 1898 | 395.452   |
| 1902 | 411.909   |
| 1906 | 429.160   |
| 1910 | 443.549   |
| 1914 | 454.100   |

Anmerkungen:
- 1846: Schirgiswalde (ca. 2000 Einwohner) kommt an Sachsen.
- 1855: Die Stadt Stolpen (1347 Einwohner) geht an die Kreishauptmannschaft Dresden über.

## Sonstiges
Das Kraftfahrzeug-Kennzeichen in der Kreishauptmannschaft Bautzen: I